# مات ويكس
مات ويكس (بالإنجليزية: Matt Wicks)‏ (8 سبتمبر 1978 في المملكة المتحدة - ) هو لاعب كرة قدم بريطاني في مركز الدفاع. شارك مع منتخب إنجلترا تحت 17 سنة لكرة القدم. أما مع النوادي، فقد لعب مع برايتون أند هوف ألبيون ونادي أرسنال ونادي بيتربورو يونايتد ونادي كرو ألكساندرا ونيوكاسل يونايتد جتس وهال سيتي.

## وصلات خارجية
- مات ويكس على موقع قاعدة بيانات كرة القدم.إي يو (الإنجليزية)
- مات ويكس على موقع Soccerbase.com (لاعب) (الإنجليزية)